# Scorpaena azorica
Scorpaena azorica är en fiskart som beskrevs av Eschmeyer, 1969. Scorpaena azorica ingår i släktet Scorpaena och familjen Scorpaenidae. IUCN kategoriserar arten globalt som otillräckligt studerad. Inga underarter finns listade i Catalogue of Life.